# Steve Gadd

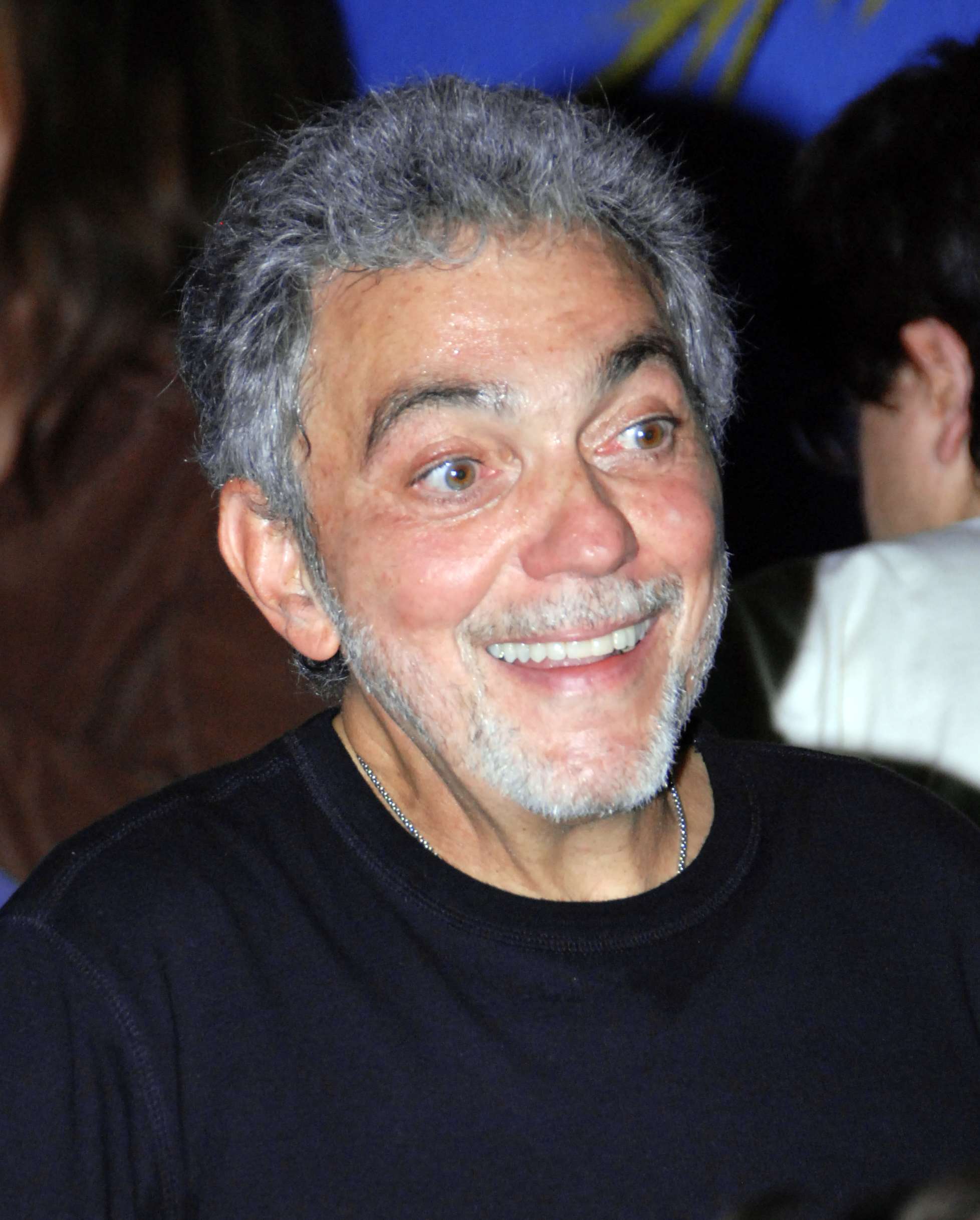
Steve Gadd, 2007

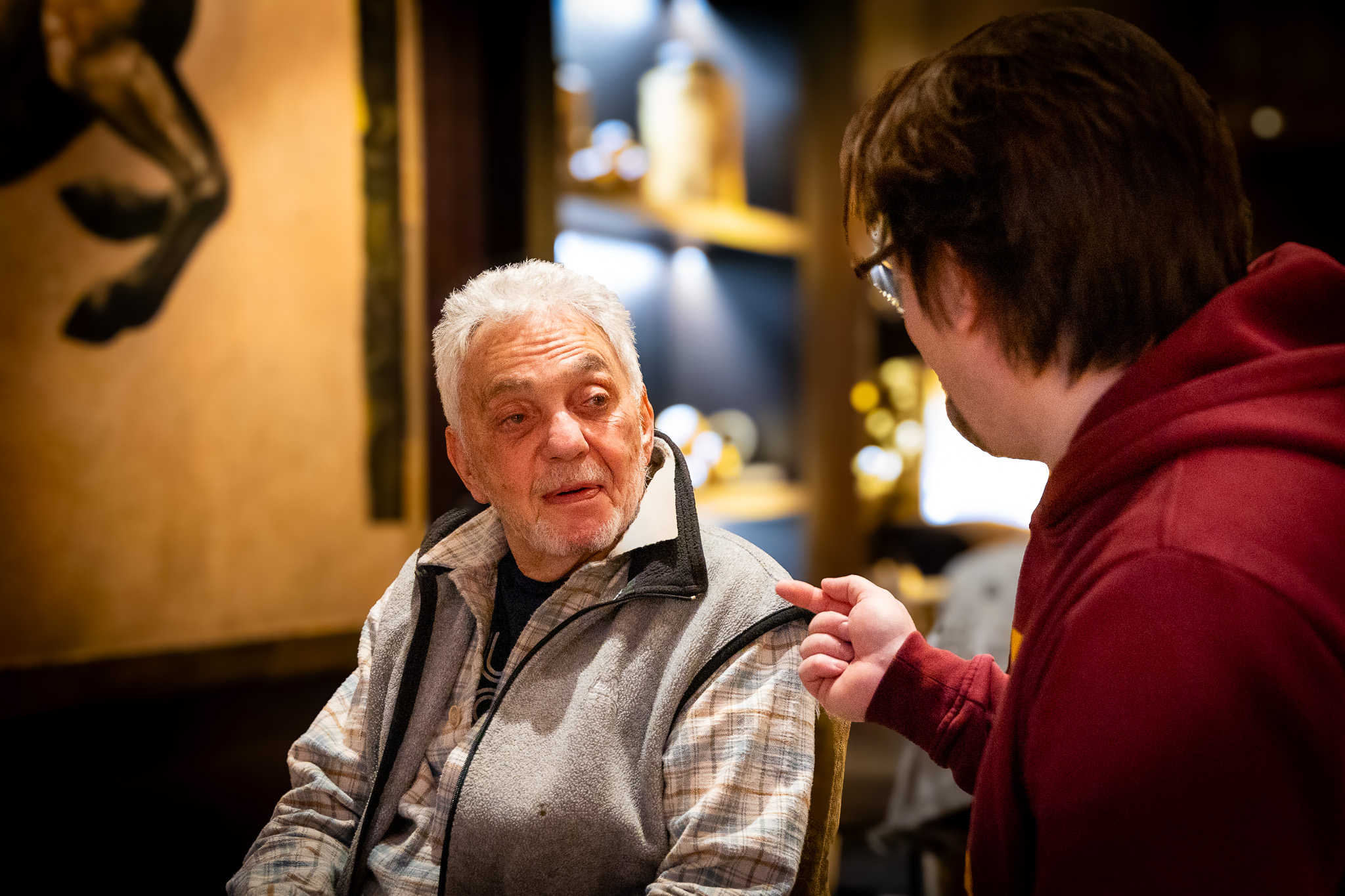
Steve Gadd, 2024

Steve Gadd (* 9. April 1945 in Rochester/New York) zählt zu den besonders einflussreichen und renommierten Schlagzeugern des Musikgeschäfts. Er prägte die Schlagzeugwelt nachhaltig, da viele neue Grooves und Figuren auf ihn zurückgehen, wie zum Beispiel der Rhythmus aus Paul Simons „50 Ways to Leave Your Lover“.
Bekannt geworden ist er durch seine Arbeit mit Künstlern wie beispielsweise Paul Simon, Steely Dan, Joe Cocker, Bob James, Chick Corea, Eric Clapton, Randy Crawford, Eddie Gomez, Manhattan Transfer, Michal Urbaniak, Steps, Frank Sinatra, Paul McCartney, Ringo Starr, Barbra Streisand, Rickie Lee Jones oder Peter Gabriel.

## Leben und Wirken
Steve Gadd begann seine Laufbahn als Schlagzeuger bereits im Alter von drei Jahren. Sein Onkel, ein Army-Drummer, ermutigte ihn, Schlagzeugunterricht zu nehmen. Schon im Alter von elf Jahren musizierte Gadd in diversen Clubs seiner Heimatstadt mit Jazz-Größen wie beispielsweise Dizzy Gillespie und Gene Krupa, trommelte aber auch im Drum Corps seiner Schule. Nach der High School besuchte er die „Manhattan School of Music“. Er studierte dort klassisches Schlagzeug bei John Beck. Danach wechselte er an die Eastman School of Music in Rochester. In dieser Zeit spielte er regelmäßig Konzerte in Clubs mit jungen Musikern wie Chick Corea, Tony Levin und Chuck Mangione. Nach dem Studium war er während seines Armeedienstes drei Jahre lang einer der beiden Schlagzeuger in der „U.S. Army Stage Band“.
Nach der Armeezeit gründete Gadd 1972 ein Trio mit Tony Levin und Mike Holmes und kehrte nach New York zurück. Einer seiner wichtigsten ersten Gigs in New York war mit Mike Mainieris White Elephant (mit Michael Brecker, Randy Brecker und Warren Bernhardt). Gadd begann seine Studioarbeit für Creed Taylors CTI Records und spielte für Hubert Laws, Joe Farrell, George Benson, Jim Hall sowie Paul Desmond und Chet Baker.
Der große Durchbruch kam für Gadd quasi über Nacht mit der Einspielung des Paul-Simon-Albums „Still Crazy After All These Years“ im Jahre 1975. Seine Rhythmen zu „Fifty Ways to Leave Your Lover“ (oder später zu „Late in the Evening“) setzten Maßstäbe für Songbegleitung und gelten bis heute als Meilensteine. Mit seiner ersten Studioarbeit im gleichen Jahr für Chick Coreas Album „The Leprechaun“ verschaffte er sich hohe Anerkennung.
Ende der siebziger Jahre war Gadd einer der meist beschäftigten und einflussreichsten Schlagzeuger weltweit. Sowohl seine große stilistische Bandbreite wie auch sein präzises Spiel bei absoluter rhythmischer Sicherheit in jedem Tempo trugen maßgeblich zu seinem Erfolg bei. Zugleich beeinflusste er mit seinem untrüglichen Gespür für den Groove sowie seinem transparenten, außerordentlich kreativen und musikalischen Spiel eine ganze Schlagzeugergeneration. Sein Einfluss auf Schlagzeuger wie Dave Weckl und Vinnie Colaiuta ist unüberhörbar.
In Japan waren Transkriptionen seiner Schlagzeug-Grooves und Solos zu kaufen und fast alle führenden japanischen Schlagzeuger klangen wie er. Chick Corea sagte über Gadd: „Jeder Schlagzeuger möchte wie Steve Gadd spielen, denn er spielt perfekt … Er hat orchestrales und kompositionelles Denken in das Schlagzeugspiel eingebracht, während er gleichzeitig eine große musikalische Vorstellungskraft und die Fähigkeit zum Swingen besitzt.“
Sein Schlagzeugsolo in dem Schlussteil von „Aja“ (1977), dem gleichnamigen Album von Steely Dan, gilt bis heute als Klassiker und wird immer wieder von Schlagzeugern als maßgeblicher Einfluss genannt. Coreas Alben „Friends“ (1978) und „Three Quartets“ (1982) sowie das Live-Album von „Steps – Smokin’ In The Pit“ sind gute Beispiele für Gadds virtuoses Jazz-Schlagzeugspiel.
Im Jahr 1983 wurde das weltweit erste Drummer-Lehrvideo „Up Close“ veröffentlicht, das als Klassiker des Genres gilt. Nachfolgend erschien im Jahr 1985 ein weiteres Lehrvideo Gadds unter dem Namen „In Session“.
Zwischen 1985 und 1989 konzentrierte Gadd sich auf seine eigene Band „The Gadd Gang“, war mit ihr weltweit auf Konzertreise und veröffentlichte vier Alben. In dieser Zeit war er gleichzeitig festes Mitglied der Band von David Matthews Manhattan Jazz Quintet und feierte Erfolge mit Tourneen und Alben in Japan.
Nachdem die Studio-Technik dafür sorgte, dass das Angebot an interessanten Jobs merklich zurückging, ist er seit den neunziger Jahren neben ausgesuchten Studiosessions vermehrt als Live-Schlagzeuger in den Bands von Carly Simon, Al Jarreau, Tânia Maria, James Taylor, Paul Simon, Michel Petrucciani, Eric Clapton (Riding with the King) und Chick Corea zu hören. Daneben nimmt er weiterhin mit dem Manhattan Jazz Quintet und Musikern wie Tom Scott, Bob Mintzer, David Sanborn, Bob James, Al Di Meola oder Hermine Deurloo auf. Er arbeitete unter anderem an dem Soundtrack OVO von Peter Gabriel für die Millennium Dome Show von 2000 mit.
Im Jahr 2005 veranstaltete er wieder Drumclinics in den USA. Die Mission from Gadd Tour erlebte ihre dritte Auflage im Juni 2006. Im Jahr 2010 setzte Gadd seine Mission from Gadd Tour in Europa fort.

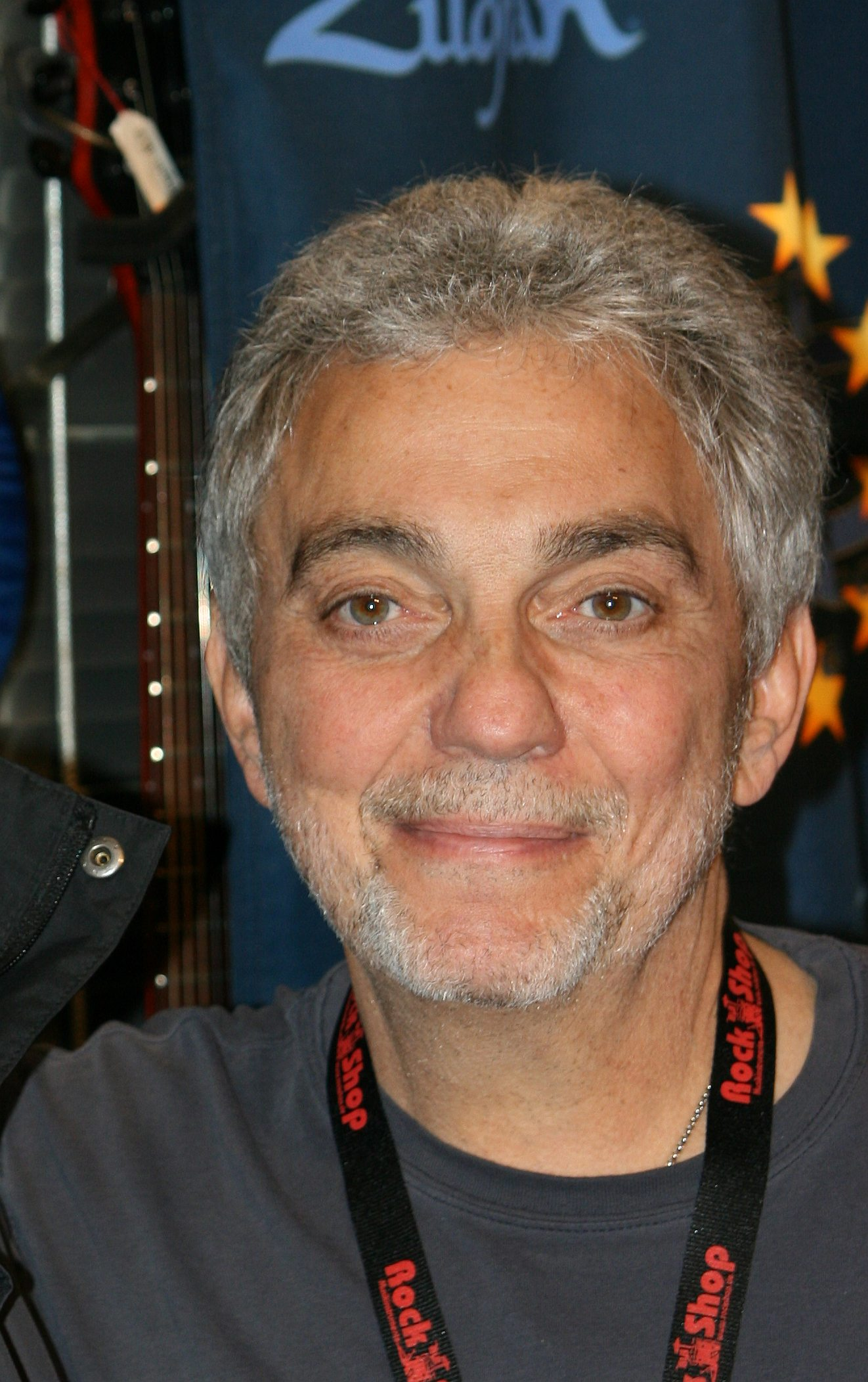
Steve Gadd in Karlsruhe 2010 – Im Rahmen seiner „Mission to Gadd“ Clinic Tour.
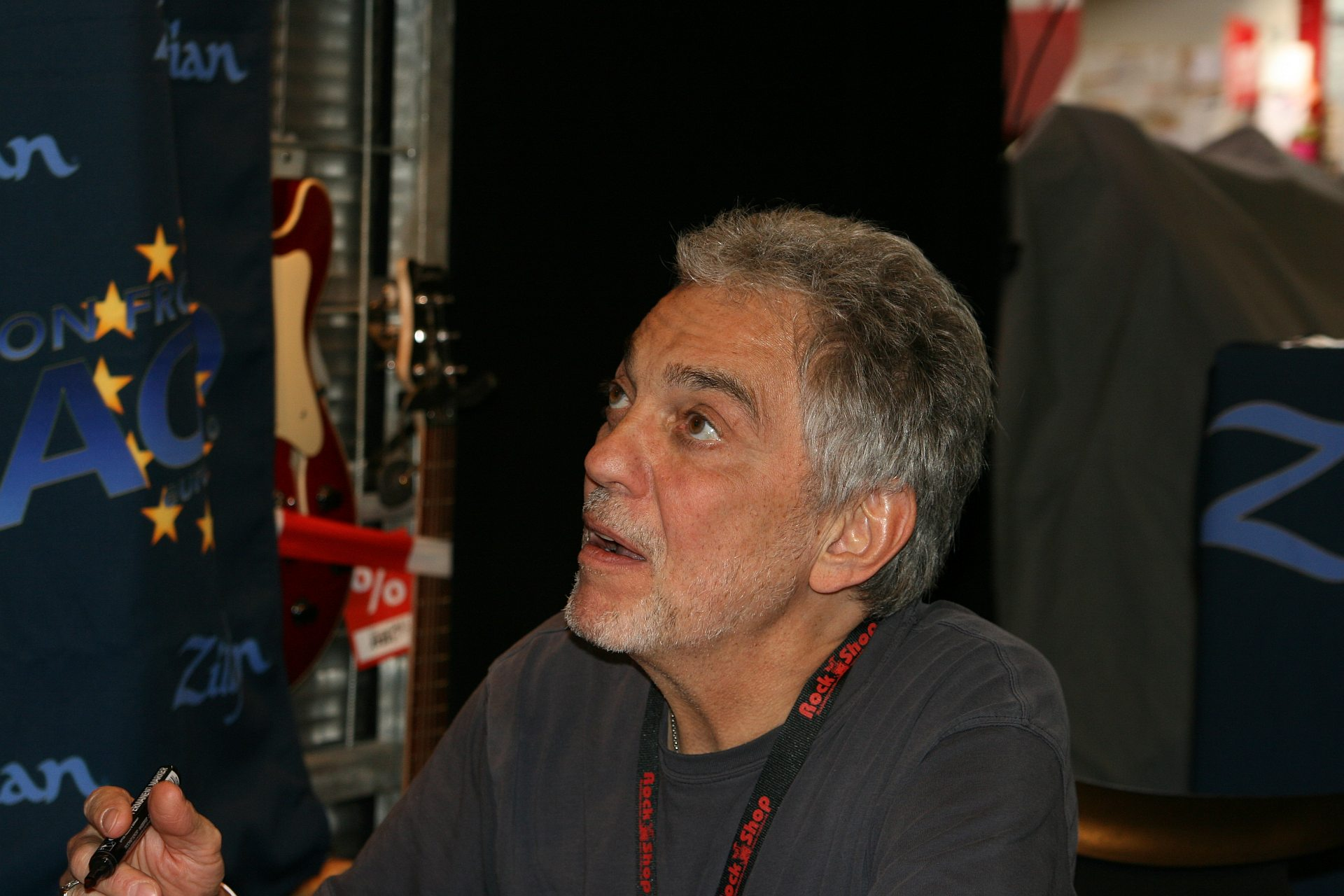
Steve Gadd in Karlsruhe 2010 – Im Rahmen seiner „Mission to Gadd“ Clinic Tour.

2023 war auf dem Album i/o von Peter Gabriel in dem Titel Live and Let Live mit einem Besen-Loop, der auf die Aufnahmen zu dem Album Up von 2002 zurückgeht, zu hören.
Mit seiner Steve Gadd Band unternahm der Schlagzeuger 2023 eine Tournee durch mehrere Städte in Europa, darunter auch zwei Konzerte in Deutschland, die ihn zum Jazz-Festival in Monte Carlo führte. Die Gruppe bestand aus Michael Landau an der Gitarre, dem Bassisten Travis Carlton, dem Pianisten und Jazz-Organisten Larry Goldings und Walt Fowler an Trompete und Flügelhorn.
David Gilmour arbeitete ab Dezember 2023 mit Steve Gadd am Schlagzeug an einem neuen Album. Das Album ist am 6. September 2024 unter dem Titel Luck and Strange erschienen. 2025 veröffentlichte er mit dem Keyboarder Simon Oslender und dem Bassisten Will Lee das Album All The Matters. Unterstützt wurde er dabei auch vom Saxophonist Jakob Manz und dem Gitarristen Bruno Müller.
Steve Gadd ist verheiratet und hat zwei Kinder. Der Sohn von Steve Gadd, Duke Gadd (selbst Schlagzeuger) verstarb am 12. Februar 2025 an den Folgen der Droge Fentanyl in Las Vegas. 

## Auszeichnungen und Preise
Am 13. September 2003 wurde Gadd von der „Avedis Zildjian Company“ bei dem zweiten „American Drummers Achievement Awards“ (ADAA) am Berklee Performance Center in Boston geehrt und ausgezeichnet. Am 23. September 2005 wurde ihm vom Berklee College of Music die Ehrendoktorwürde verliehen.
Der Rolling Stone listete Steve Gadd 2016 auf Rang 24 der 100 größten Schlagzeuger aller Zeiten.
Einige von Gadds favorisierten Schlagzeugern sind Elvin Jones, Tony Williams, Jack DeJohnette, Buddy Rich und Louie Bellson. Gadd gilt neben Bernard Purdie, Hal Blaine, John J. R. Robinson, Peter Erskine und Jeff Porcaro als einer der meist aufgenommenen Schlagzeuger in der jüngeren Musik-Geschichte. Die Liste der Veröffentlichungen umfasst mehr als 750 Alben, bei denen er mitwirkte.

## Equipment
Gadd spielt seit 1976 Schlagzeuge des japanischen Herstellers Yamaha. Der Endorsement-Vertrag zwischen Yamaha und Steve Gadd trug dazu bei, dass das Recording Custom Kit (RC9000) in den 1980er-Jahren weltweit zu einem der meist verkauften, professionellen Kits wurde. Steve machte kleine 10 Zoll-Tom-Toms populär und führte Floortom-Ständer ein.
Er spielt Signature Snare-Drums von Yamaha. Mittlerweile hat Yamaha fünf Steve Gadd Signature Snares im Angebot. Gadd spielt Becken des amerikanischen Herstellers Zildjian. Eine eigene Beckenlinie – die „K Custom Session“-Becken – wurden 2004 vorgestellt. Gadd spielt Signature Sticks und Besen der amerikanischen Firma Vic Firth.

## Aufnahmen (Auswahl)
- Gaddabout – 1984
- The Gadd Gang – 1986
- The Gadd Gang – Here & Now – 1988
- The Gadd Gang – Live at the Bottom Line – 1988
- At Blue Note Tokyo (BFM Jazz, 2021), mit David Spinozza, Jimmy Johnson, Walt Fowler, Kevin Hays
- Weitere Aufnahmen, bei denen Steve Gadd mitwirkte (siehe Diskographie )

## DVD
- Paul Simon – One Trick Pony – 1978
- Paul Simon – Live at the Tower Theatre – 1980
- Grover Washington, Jr. – In Concert – 1981
- Simon and Garfunkel – The Concert in Central Park – 1982
- Up Close, Steve Gadd – 1983
- In Session, Steve Gadd – 1985
- The Gadd Gang – Live – 1988
- Paul Simon – Concert in the Park – 1991 (VHS)
- Eric Clapton – Live At Hyde Park – 1996
- Eric Clapton, Steve Gadd, Marcus Miller, Joe Sample, David Sanborn * Legends – 1997
- Michel Petrucciani Trio – Live in Concert – 1998
- Eric Clapton and Friends – 1999
- Paul Simon – You’re the One (In Concert from Paris) – 2001
- Michael McDonald – A Gathering of Friends – 2001
- Chick Corea – Three Quartets Band Live – 2001
- Drummers Collective – 25th Anniversary – 2002
- Eric Clapton – One More Car, One More Rider – 2002
- The American Drummers Achievement Awards – 2003
- Eric Clapton – Sessions For Robert J. – 2004
- Musicares – Tribute To James Taylor – 2006
- Paul Simon and Friends – Gershwin Prize for Popular Song – 2007
- Steve Gadd – Master Series by Hudson Music – 2008
- Stuff – Stuff Live at Montreux 1976 – 2008
- Eric Clapton – Planes, Trains and Eric – 2014
- Eric Clapton - The Lady in the Balcony - 2021